# Radio LV11
Radio LV11 es una estación de radio argentina que transmite desde la Ciudad de Santiago del Estero, capital de la provincia homónima. Fue fundada por José María Cantos, inaugurándose oficialmente el 29 de marzo de 1970.

## Historia

### Orígenes y fundación
Fueron los hermanos Antonio y José F.L. Castiglione, directores de El Liberal, quienes pusieron la campaña en marcha y el 15 de enero de 1937 se firmó en Ciudad Autónoma de Buenos Aires la resolución que otorgaba la licencia a favor del diario para la instalación de una radiodifusora en la provincia. Y así nació LV11 Radio del Norte, integrada a la Cadena Radio Belgrano, que comandaba por aquel entonces el empresario Jaime Yankelevich, nucleando a varias radios del interior del país.
El 5 de agosto de 1937, comenzó a las seis de la tarde, la primera transmisión oficial, desde los altos del diario El Liberal. Nuestro Pársifal fue la chacarera A orillas del dulce, que había grabado Andrés Chazarreta con su orquesta nativa unos pocos años antes. Aquella canción fue la cortina con la que se abría y cerraba cada transmisión de la radio durante sus primeros años.

### Los primeros años de LV11
LV11 Radio del Norte fue la segunda emisora de radio que se fundó en el Norte Argentino, después de LV7 de Tucumán.
En 1941 Radio del Norte inauguró su salón auditorio de 200 metros cuadrados, revestido con material especial para cuidar la acústica, un escenario de 8 metros de largo por 4 de fondo, y 300 plateas. Allí se realizaron históricos espectáculos y transmisiones. 
La nueva emisora se convirtió en un fenómeno social urbano y especialmente en las zonas rurales donde los habitantes se congregaban en el patio de la casa del único vecino que poseía una radio a batería. Prontamente, el humorismo santiagueño la bautizó como "Radio Chipaco", en alusión a la necesidad de su presencia diaria en los hogares, al igual que el clásico y tradicional alimento. 
En 1947 la radio fue expropiada por el gobierno peronista y, a pesar de los cambios políticos, se mantuvo bajo la órbita del Estado Nacional hasta principios de la década del 70, cuando se fundó la filial santiagueña de Radio Nacional, donde se dividió en LV11 como empresa privada y LW5 Radio del Norte, filial de LR3 Radio Belgrano, la que cesó en sus transmisiones el 31 de julio de 1971 para dar nacimiento a LRA21 Radio Nacional de Santiago del Estero.
En ese mismo momento, se reprivatizó LV11, pasando a manos de la firma Radiodifusora Santiago del Estero S.A., encabezada por José María Cantos. Para aquellos años ya había ganado terreno el contenido periodístico e informativo en las emisoras locales, pero seguía siendo un medio fundamentalmente dedicado al entretenimiento. 

### Actualidad
A lo largo de sus más de cuatro décadas de existencia, Radio LV11 ha dejado una marca indeleble en la sociedad santiagueña. Más allá de su alcance tradicional en la provincia, la emisora ha expandido su influencia a través de su página web, que es una de las más visitadas en la República Argentina en términos de radio. Además, ha mantenido su compromiso social al brindar un servicio de mensajería gratuito que asiste a las comunidades locales, demostrando su relevancia continua en la vida cotidiana de los santiagueños.
Además de la emisora de AM, el grupo incluye el periódico Nuevo Diario, revistas como Cambio y Aprender, y varias estaciones de FM. Desde sus comienzos, LV11 se ha comprometido con la comunidad, brindando servicios gratuitos y estableciendo puentes entre las distintas comunidades. Su presencia ha sido fundamental en un territorio que anteriormente carecía de comunicación, convirtiéndose en una voz esencial para los santiagueños.